# Symplecta (Symplecta) chosenensis
Symplecta (Symplecta) chosenensis is een tweevleugelige uit de familie steltmuggen (Limoniidae). De soort komt voor in het Palearctisch gebied.